# (53253) Zeiler
(53253) Zeiler est un astéroïde de la ceinture principale.

## Description
(53253) Zeiler est un astéroïde de la ceinture principale. Il fut découvert le 13 mars 1999 à l'observatoire Goodricke-Pigott par Roy A. Tucker. Il présente une orbite caractérisée par un demi-grand axe de 2,68 UA, une excentricité de 0,07 et une inclinaison de 2,5° par rapport à l'écliptique.